# Élections constituantes de 1946 dans la Vendée
Les élections constituantes françaises de 1946 se tiennent le 2 juin. Ce sont les deuxièmes élections constituantes, après le rejet du projet de Constitution française du 19 avril 1946 lors du référendum du 5 mai.

## Mode de scrutin
L'assemblée constituante est composée de 586 sièges pourvus au scrutin proportionnel plurinominal suivant la règle de la plus forte moyenne dans chaque département, sans panachage ni vote préférentiel.
Dans le département de la Vendée, cinq députés sont à élire.

## Élus
| Député sortant           | Parti | Parti | Député élu ou réélu       | Parti | Parti |
| ------------------------ | ----- | ----- | ------------------------- | ----- | ----- |
| Georges Gorse            |       | SFIO  | Georges Gorse             |       | SFIO  |
| Armand de Baudry d'Asson |       | PRL   | Armand de Baudry d'Asson  |       | PRL   |
| Charles Rousseau         |       | PRL   | Charles Rousseau          |       | PRL   |
| Hélène de Suzannet       |       | PRL   | Lionel de Tinguy du Pouët |       | MRP   |
| Henri Rochereau          |       | PRL   | Louis Michaud             |       | MRP   |

## Résultats

### Résultats à l'échelle du département
| Parti    | Parti                                          | Tête de liste             | Résultats | Résultats | Sièges |  |
| Parti    | Parti                                          | Tête de liste             | Voix      | %         |        |  |
| -------- | ---------------------------------------------- | ------------------------- | --------- | --------- | ------ |  |
|          | Mouvement républicain populaire                | Lionel de Tinguy du Pouët | 67 447    | 33,03     | 2 2    |  |
|          | Parti républicain de la liberté                | Armand de Baudry d'Asson  | 65 072    | 31,87     | 2 2    |  |
|          | Section française de l'Internationale ouvrière | Georges Gorse             | 31 001    | 15,18     | 1      |  |
|          | Parti communiste français                      | Odette Roux               | 23 988    | 11,75     | -      |  |
|          | Rassemblement des gauches républicaines        | Raymond Boisdé            | 16 656    | 8,16      | -      |  |
|          |                                                |                           |           |           |        |  |
| Inscrits | Inscrits                                       | Inscrits                  | 250 288   | 100,00    | 5      |  |
| Votants  | Votants                                        | Votants                   | 209 595   | 83,74     |        |  |
| Exprimés | Exprimés                                       | Exprimés                  | 204 174   | 97,41     |        |  |